# Voetbalschoen

3D animatie van een voetbalschoen

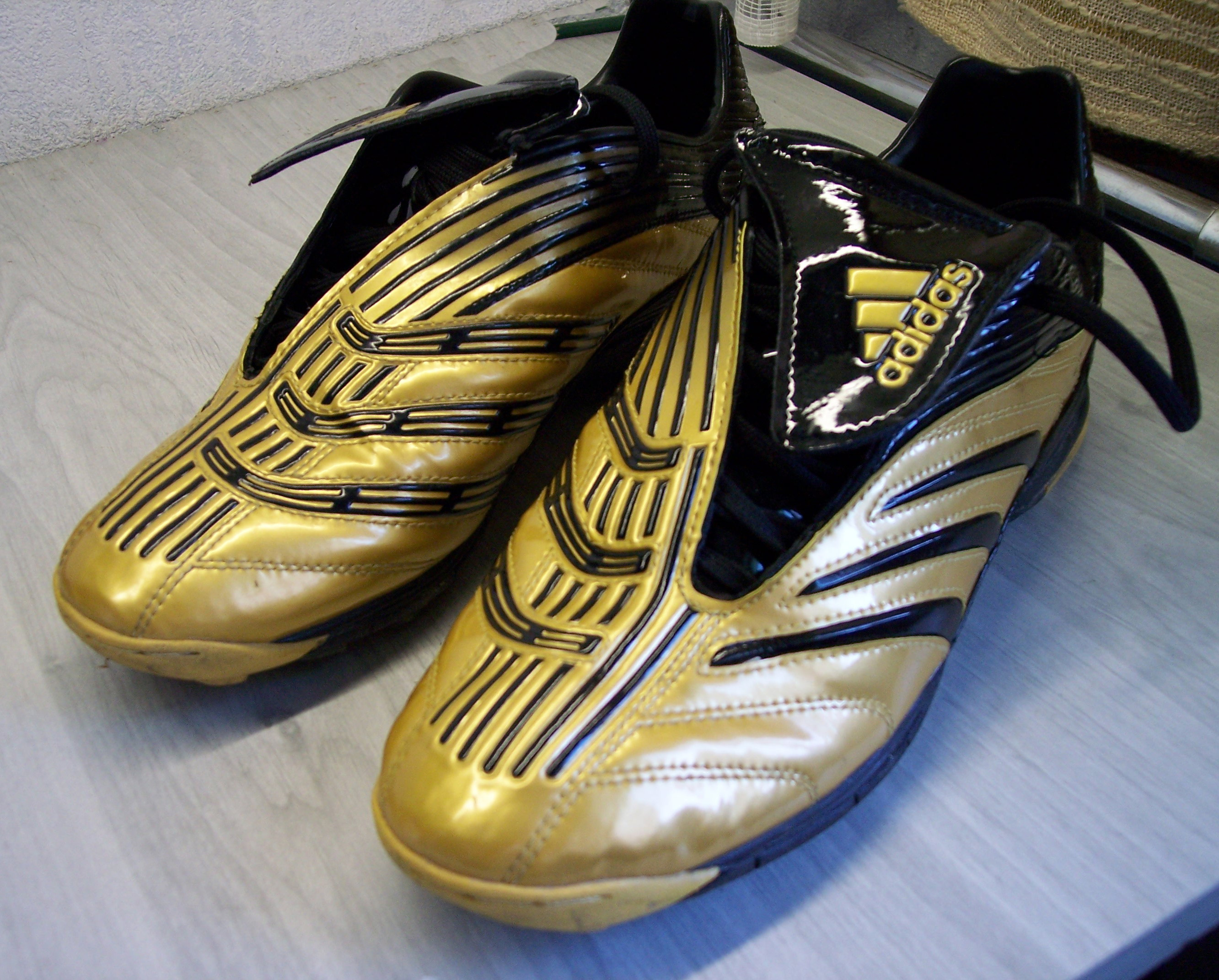
Modieuze voetbalschoenen uit 2007

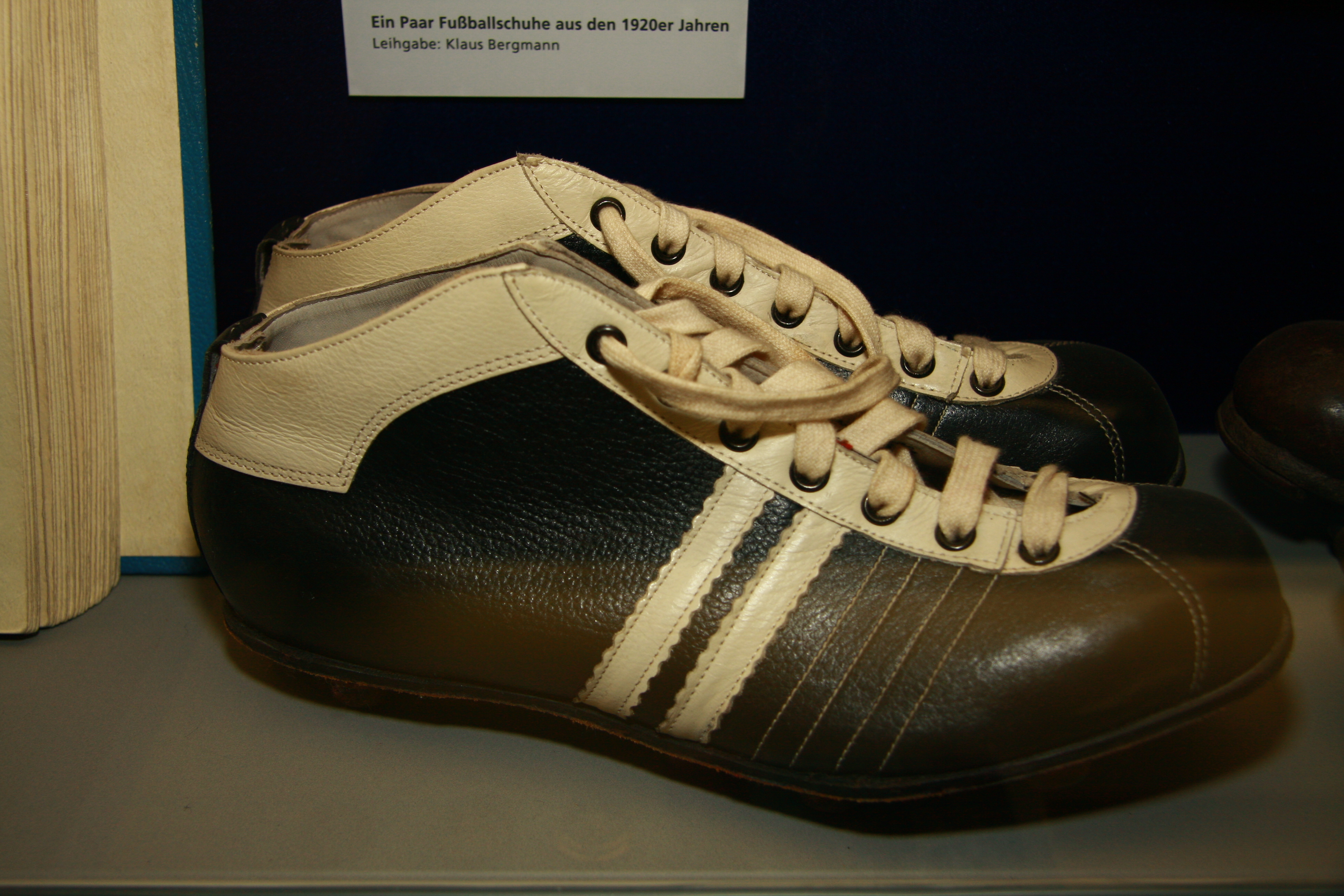
Voetbalschoenen van 1920

Een voetbalschoen is speciaal vervaardigd schoeisel dat bedoeld is voor spelers van het voetbalspel.
De eerste speciaal voor voetbal gemaakte schoenen verschenen aan het eind van de negentiende eeuw. Ze waren gemaakt uit hard leer, sloten hoog rond de enkels, hadden stalen punten en eenvoudige noppen gemaakt van metaal of leer, die voor een betere grip (houvast) zorgden.
Rond 1950 werd de voetbalschoen aanmerkelijk lichter door het gebruik van synthetische materialen. Noppen worden nu gemaakt van rubber en metaal.
Rond het eind van de jaren 1950 werd de voetbalschoen lager: de 'voetballaars' veranderde in een 'voetbalslipper'. Plastic werd meer en meer gebruikt voor de zool terwijl kangoeroeleer in de mode raakte voor het bovenstuk. Ook deed men onderzoek naar het gebruik van bisonleer maar dat bleek te kostbaar. Ook kunststoffen worden dikwijls gebruikt, al heeft leer de voorkeur.
Rond het eind van de jaren 1960 verscheen de schoen waarvan zool en noppen in een stuk werd gegoten uit synthetische materialen zoals polyurethaan. Dit was een simpel alternatief voor de oude schroefnop.
In de jaren 1990 kwamen er schoenen met rubberen vlakken waarmee effect aan de bal kon worden gegeven. Noppen werden vervangen door langwerpige platen waardoor de knie minder wordt belast bij een draaiende beweging.
In 2023 kwam Nike met een voetbalschoen, speciaal ontwikkeld voor vrouwen.
Enkele fabrikanten van voetbalschoenen zijn Nike, adidas en Puma.